# Nadagarodes ceramata
Nadagarodes ceramata är en fjärilsart som beskrevs av Walker 1866. Nadagarodes ceramata ingår i släktet Nadagarodes och familjen mätare. Inga underarter finns listade i Catalogue of Life.